# Redonda

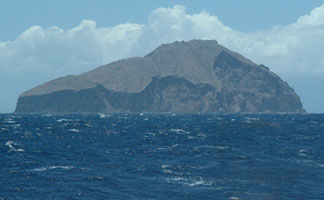
Tiếp cận bờ biển phía đông của Redonda.

Redonda là một hòn đảo nhỏ và không có người ở tại Caribe và là một phần của Antigua và Barbuda, thuộc Quần đảo Leeward, Tây Ấn. Hòn đảo dài 1 dặm (1,6 km), rộng 0,3 dặm (0,48 km), và có chiều cao 971 feet.
Hòn đảo nhỏ này nằm giữa Nevis và Montserrat, 56,2 kilômét (34,9 mi) về phía tây nam của Antigua. Redonda gần với Montserrat hơn bất kỳ đảo nào khác; đảo nằm cách 22,5 kilômét (14,0 mi) về phía tây bắc của Montserrat, và 32 kilômét (20 mi) về phía đông nam của Nevis.
Nếu nhìn từ xa, Redonda giống như một tảng đá cực lớn. Đó là tàn dư của một lõi núi lửa cổ đại, và vô cùng dốc so với mực nước biển, chủ yếu là các vách đá dốc, đặc biệt là mặt dưới gió của đảo. Tại đỉnh của đảo có một diện tích đồng cỏ và khá dốc về phía đông. Không có nguồn nước ngọt nào trên đảo ngoại trừ mưa. Columbus đặt tên cho đảo theo hình dạng của nó, là hình tròn theo hồ sơ của ông. Tuy nhiên. thực tế hòn đảo này dài và hẹp. Diện tích đất thực tế của hòn đảo khó có thể ước tính vì độc dốc rất lớn của các sườn núi, song người ta đã tính được là từ 1,6 kilômét vuông (400 mẫu Anh) đến 2,6 kilômét vuông (640 mẫu Anh).
Redonda không có người ở, chỉ có chim biển và một bầy dê hoang dã sống sót nhờ các đồng cỏ nghèo nàn trên đỉnh đảo. Độ dốc của bề mặt và không có nước ngọt đã làm cho hòn đảo trở thành một môi trường sống khắc nghiệt với con người.